# 高坂りと
高坂 りと（こうさか りと、9月4日 - ）は、日本の漫画家、イラストレーター。愛知県出身。女性。A型。1997年デビュー。
水彩を基調とした可愛らしい絵柄と、毒のある作風が特徴。主にスクウェア・エニックスの雑誌で執筆している。

## 作品リスト

### 連載中作品
- わたしの幸せな結婚（原作：顎木あくみ・キャラクター原案：月岡月穂、ガンガンONLINE）既刊5巻

### 過去作品
- プラネットガーディアン（月刊少年ガンガン）全4巻
- たそがれのにわ（ガンガンパワード）全2巻
- “文学少女”と死にたがりの道化（原作：野村美月・キャラクター原案：竹岡美穂、ガンガンパワード・月刊ガンガンJOKER）全3巻
- 世界征服チルドレン (Comic B's-LOG) 全3巻
- “文学少女”と飢え渇く幽霊（原作：野村美月・キャラクター原案：竹岡美穂、月刊ガンガンJOKER）全4巻

### 挿絵
- お漏らしで泣く頃に 閑話休憩編（著：水澤弘樹、ひぐらしのなく頃に 語咄し編2）

### エンドカード
- TVアニメ『ぱにぽにだっしゅ』 - 第11話